# William Astor, I visconte Astor
William Waldorf Astor, I visconte Astor (New York, 31 marzo 1848 – Brighton, 18 ottobre 1919), è stato un avvocato e politico statunitense con cittadinanza britannica.
Si trasferì con la famiglia in Inghilterra nel 1891, diventando cittadino britannico nel 1899; gli vennero ivi conferiti i titoli di barone Astor nel 1916 e di visconte Astor nel 1917 per i suoi contributi a enti di beneficenza di guerra.

## Biografia
Era l'unico figlio del finanziere e filantropo John Jacob Astor III e di sua moglie, Charlotte Augusta Gibbes. Crebbe in una famiglia fredda e distante; trascorse i suoi primi anni tra la Germania e l'Italia sotto la cura di insegnanti privati e di una governante. In seguito tornò negli Stati Uniti e iniziò gli studi presso la Columbia Law School. Si occupò della gestione del rilevante patrimonio di suo padre.
Astor pensò di aver trovato la sua vera vocazione e l'opportunità di farsi un nome al di fuori della fortuna della sua famiglia entrando in politica, cosicché nel 1877 si candidò per il partito repubblicano per il Congresso degli Stati Uniti. Fu eletto come membro dell'Assemblea dello Stato di New York nel 1878 e successivamente del Senato di New York (1880-1881). Astor era sostenuto da Roscoe Conkling.
Nel 1881, William Astor si candidò al Congresso ma fu sconfitto dal candidato democratico Roswell P. Flower; un secondo tentativo portò a un'altra sconfitta. Egli non era una persona competitiva e la sua natura timida non sapeva gestire gli attacchi politici; decise dunque di porre fine a tale carriera.
Le sue sconfitte politiche aumentarono il desiderio di lasciare gli Stati Uniti. Nel 1882, il presidente Chester A. Arthur lo nominò Ministro per l'Italia, incarico che mantenne fino al 1885. Mentre viveva a Roma, Astor sviluppò la passione per l'arte e la scultura.
Alla morte del padre, nel febbraio 1890, Astor ereditò un'immensa fortuna. In quell'anno, avviò la costruzione del lussuoso Waldorf Hotel. Suo cugino e rivale, il colonnello John Jacob "Jack" Astor IV, fece costruire l'adiacente Hotel Astoria nel 1897. Il complesso sarebbe diventato il Waldorf-Astoria Hotel.

## Matrimonio
William Astor sposò, il 6 giugno 1878, Mary Dahlgren Paul (4 luglio 1856-22 dicembre 1894), figlia di James William Paul. Ebbero cinque figli:
- Waldorf Astor, II visconte Astor (19 maggio 1879-30 settembre 1952);
- Pauline Astor (1880-5 maggio 1972): fu giudice di pace per il Surrey nel 1920; nel 1904 sposò Herbert Henry Spender-Clay, ebbero tre figlie;
- John Rudolph Astor (nato e morto nel 1881);
- John Astor, I barone Astor (20 maggio 1886-19 luglio 1971);
- Gwendolyn Enid Astor (1889-1902).

## Trasferimento in Inghilterra
Nel 1891 William Astor fu coinvolto in una faida familiare con la socialite "Lina" Schermerhorn, moglie di William Backhouse Astor, Jr. e quindi sua zia acquisita: Lina nel 1887, alla morte di Charlotte Augusta Gibbes, benché William Astor fosse l'unico figlio del fratello più anziano del marito, era lei divenuta "la signora Astor", decana della famiglia e perciò la più autorevole e influente nella aristocrazia borghese newyorchese e statunitense: rispetto alla giunonica Lina, la giovane Mary Paul era una meno solida "concorrente" del prestigioso titolo informale e la rivalità finì per ostracizzare dall'alta società lei e il marito. Dunque, sia perché considerabile socialmente compromesso o "indesiderato" secondo le usanze del tempo, sia a seguito delle proprie sconfitte politiche, William si trasferì con la consorte e i figli in Inghilterra. Prese in affitto Lansdowne House a Londra fino al 1893. Nello stesso anno acquistò una tenuta di campagna a Cliveden-on-Thames a Taplow, dal Duca di Westminster.
Nel 1895 comprò il palazzo gotico che si affaccia sul Tamigi, spendendo una somma pari a $ 1.5 milioni per la ristrutturazione di quella che sarebbe diventata una "roccaforte merlata Tudor" per la gestione delle sue aziende.
William Astor fece diverse acquisizioni aziendali mentre viveva a Londra. Nel 1892, acquistò la Pall Mall Gazette e nel 1893 istituì il Pall Mall Magazine. Nel 1911, acquisì The Observer.
Nel 1903 acquistò il castello di Hever vicino a Edenbridge, a circa 30 miglia a sud di Londra. L'enorme tenuta, costruita nel 1270, era il luogo dove Anna Bolena era vissuta durante l'infanzia. Astor investì una grande quantità di tempo e denaro per restaurare il castello e per la creazione di un lago e di giardini lussureggianti. Egli vi aggiunse il giardino italiano per ospitarvi la sua collezione di statue e sculture.
Nel 1908, inaugurò il The Waldorf Hilton, nel West End di Londra.

### Filantropia
Divenne cittadino britannico nel 1899. Tra le associazioni di beneficenza destinatarie dai suoi doni furono The Hospital for Sick Children, Great Ormond Street, l'University College di Londra, il Fondo di Ricerca sul Cancro, l'Università di Oxford, la Cambridge University, la National Society for the Prevention of Cruelty to Children, la Società della Croce Rossa britannica, il Gordon Memorial College di Khartoum, la Soldiers and Sailors Families Association e il memoriale delle donne alla regina Vittoria.
Tali doni sono stati spesso premiati con la concessione di un titolo nobiliare. Il 1 gennaio 1916 gli fu conferito quello di Barone Astor. Il 3 giugno 1917, William fu elevato al rango di visconte.

## Morte
Morì il 18 ottobre 1919 di insufficienza cardiaca a Brighton. Le sue ceneri furono sepolte sotto il pavimento di marmo della cappella (detta anche il Tempio di Ottagono) a Cliveden.